# Джиперс Криперс: Возрождённый
«Джиперс Криперс: Возрождённый» (англ. Jeepers Creepers: Reborn, также известный, как «Джиперс Криперс 4: Возрождение») — американский фильм ужасов 2022 года, снятый Тимо Вуоренсола (в его американском дебюте) по сценарию Шона Майкла Арго. Это четвёртый и заключительный фильм франшизы и её перезапуск.
Он повествует о молодой паре, которая отправилась на фестиваль ужасов, где девушка становится мишенью для темных целей пробужденного существа, называемого «Крипер».
Фильм был показан в некоторых кинотеатрах 19 сентября 2022 года компанией Screen Media Films. Фильм получил крайне негативные отзывы от зрителей и критиков и на данный момент является наименее высоко оценённым в серии. Кроме того, фильм стал предметом судебного иска со стороны Myriad Pictures, которые заявляют о правах собственности после производства предыдущих частей и не были уведомлены о производстве нового фильма.

## Сюжет
Пожилая пара едет по сельской местности Флориды, когда старый грузовик подъезжает к ним сзади. Позже они наблюдают, как водитель рядом с заброшенной церковью кладет то, что кажется телом, завернутым в окровавленную простыню, в большую трубу, торчащую из земли. После того, как грузовик заставляет их съехать с дороги, они возвращаются обратно, чтобы исследовать трубу, и приходят в ужас от того, что находится внутри. Но вся эта история оказывается фильмом, который смотрит Чейз, пока едет со своей девушкой Лейн на фестиваль Horror Hound в сельской Луизиане.
Чейз - фанатик паранормальных явлений, проявляющий особый интерес к местной городской легенде о «Крипере», существе, которое каждые 23 года в течение 23 дней убивает и съедает сотни людей, прежде чем исчезнуть. Чейз планирует сделать Лейн предложение руки и сердца во время их поездки, а Лейн подозревает, что беременна. Тем временем Крипер просыпается и начинает питаться, чтобы увеличить свою силу. Остановившись в сувенирном магазине, у Лейн появляется предчувствие, когда она прикасается к таинственному артефакту. Владелец Леди Манилла передает паре загадочные сообщения. В отеле Лейн делает тест на беременность, но прерывается, когда ворона врезается в окно. Затем пара отправляется на фестиваль.
В Horror Hound Лейн берет таинственный сюрикэн и обнаруживает, что она необычайно искусна в его метании. Пара участвует в розыгрыше, организованном хозяйкой фестиваля мадам Карнаж, чтобы выиграть ночь в заброшенном доме на плантации, который был превращен в квест-комнату. У Лейн появляются видения о ее участии в странном ритуале в доме. Оператор и съемочная группа, вместе с местным гидом Стью, сопровождают их, чтобы задокументировать событие.
Когда группа приближается к дому, они проходят через кладбище XVIII века, где Крипер убивает оператора и похищает Лейн, когда Чейз делает ей предложение. Лейн просыпается привязанной к столу и Крипер пронзает ее живот ножом. Группа входит в дом и ссорится из-за своего положения; Стью стреляет из пистолета в воздух, чем привлекает внимание Крипера. Крипер покидает Лейн и охотится за группой по всему дому, в конце концов убивая всех, кроме Стью и Чейза.
Лейн освобождается и присоединяется к ним; она сообщает Чейзу, что беременна и что Крипер охотится за ней. Они обнаруживают, что мадам Карнаж, леди Манилла и другие поклонялись Криперу и заманивали жертв в дом для него. Герои разрабатывают план, согласно которому Лэйн выманит Крипера наружу, чтобы Чейз и Стью могли с крыши сбросить на него шпиль. Лейн ослепляет Крипера сюрикэнами и сброшенный шпиль пронзает его. Внезапно появляется стая ворон, которая сбивает с ног Стью и тот погибает, упав с крыши. Затем вороны съедают тело Крипера и улетают в ночь. Выжившие Чейз и Лейн садятся в машину приехавших полицейских, в этот момент глаза Лейн становятся чёрными…
В сцене после титров показывают Крипера, который регенерирует и издаёт дьявольский вой.

## В ролях
- Сидни Крэйвен — Лейн
- Имран Адамс — Чейз
- Жарро Бенжамен — Крипер
- Пит Брук — Стью
- Оушен Наварро — Кэрри
- Мэтт Баркли — Джейми
- Александр Хэлсэлл — Майкл
- Ромен Фор — DJ Пайтон
- Джоди Макмаллен — мадам Карнаж
- Джорджия Гудман — леди Манилла
- Габриэль Фрейлих — Сэм
- Ди Уоллес — Мэри
- Гэри Грэм — Рональд

## Производство

### Съёмки
Четвёртый фильм в серии был написан Шон-Майклом Арго как первая часть новой трилогии. Съёмки начались во время всемирной пандемии коронавирусной инфекции COVID-19 в октябре 2020 года, в течение трёх дней в Джексоне, штат Луизиана, где были сделаны съёмки пейзажа на месте и в студии Orwo перед переездом съёмочной группы в Великобританию. Из-за пандемии съёмки в Великобритании разделили на два этапа. Первый начался 23 ноября 2020 года в Black Hangar Studios и завершился 19 декабря. После короткого рождественского перерыва второй блок съёмок начался в январе 2021 года и завершился в феврале через восемь дней. После предоставления прав на распространение в Северной Америке Screen Media Films, Foresight Unlimited показала рекламный ролик с отснятым материалом на Европейском кинорынке 2021 года для международных продаж. Первый официальный тизер фильма вышел 28 октября 2021 года. Официальный трейлер фильма вышел 20 июля 2022 года.

## Выпуск
«Джиперс Криперс: Возрождённый» был показан в некоторых кинотеатрах США с 19 по 21 сентября 2022 года компанией Screen Media Films в сотрудничестве с Fathom Events.
Выпуск фильма был поставлен под сомнение после того, как 16 марта 2021 года Myriad Pictures подала иск о мошенничестве против Infinity Films Holdings, одной из продюсерских компаний фильма, за якобы производство фильма без «знания или участия» Myriad и за продажу прав на распространение компании Screen Media Films. 101 Films позже выпускает фильм в партнерстве с Foresight Unlimited на стриминговых сервисах и на физических носителях для домашних носителей.

### Отзывы критиков
Реакция на фильм «Джиперс Криперс: Возрождённый» была крайне негативная от зрителей и не менее негативная от критиков. Критиковались дешёвые спецэффекты, низкий бюджет и отсутствие связи с предыдущими фильмами. Он считается одним из худших фильмов ужасов и одним из худших фильмов из когда-либо созданных.
На сайте Rotten Tomatoes фильм получил уникальный рейтинг в 0 % одобрения от критиков и всего 8 % одобрения от зрителей, а на iMDb «Возрождённый» получил лишь 2,5 балла из 10. Фильм повсеместно считается самым худшим во франшизе.
Фил Хоад из The Guardian назвал фильм «дрянной, эстетически уродливой перезагрузкой», критикуя плохо написанный сценарий фильма и неубедительные производственные ценности. Пол Бирнс из Sydney Morning Herald поддержал мнение Хоада, отметив, что плохая игра и полное отсутствие напряжения серьезно повредили фильму в целом, назвав его значительно уступающим предыдущим фильмам франшизы. Джоэл Харли из журнала Starburst Magazine поставил фильму две звезды из десяти, назвав его «скучным и незапоминающимся», еще больше привлек внимание к низкой стоимости производства и предсказуемому сценарию.